# Vänträsket
Vänträsket är en sjö i Skellefteå kommun i Västerbotten och ingår i Skellefteälvens huvudavrinningsområde. Sjön har en area på 0,453 kvadratkilometer och ligger 243,2 meter över havet. Sjön avvattnas av vattendraget Belstjärnbäcken.

## Delavrinningsområde
Vänträsket ingår i det delavrinningsområde (721602-170760) som SMHI kallar för Utloppet av Vänträsket. Medelhöjden är 262 meter över havet och ytan är 11,15 kvadratkilometer. Det finns inga avrinningsområden uppströms utan avrinningsområdet är högsta punkten. Belstjärnbäcken som avvattnar avrinningsområdet har biflödesordning 3, vilket innebär att vattnet flödar genom totalt 3 vattendrag innan det når havet efter 68 kilometer. Avrinningsområdet består mestadels av skog (53 procent) och sankmarker (37 procent). Avrinningsområdet har 0,53 kvadratkilometer vattenytor vilket ger det en sjöprocent på 4,8 procent.